# Nasi goreng
Nasi goreng je jihoasijský pokrm ze smažené rýže s přidanými kousky masa a zeleniny. Může se jednat o smaženou předvařenou rýži, tedy pokrm připravený z rýže orestované technikou stir-fry v malém množství oleje či margarínu, která bývá obvykle okořeněna sladkou sójovou omáčkou, šalotkou, česnekem, mletou krevetovou pastou, tamarindem a chilli papričkami. Jako přísady ji doplňují zejména vejce, kuřecí maso nebo různí garnáti. Jiný druh nasi gorengu, takzvané ikan asin, které je oblíbené v celé Indonésii, se připravuje z různých solených sušených ryb. 
Přestože je nasi goreng oblíbené v celé jižní Asii, zejména v Bruneji, Malajsii a v Singapuru, bývá někdy označováno za indonéský pokrm. Díky indonéským kulinářským vlivům přesáhlo nasi goreng své regionální kořeny a získalo popularitu i na Srí Lance. Komunity indonéských přistěhovalců a úzké vztahy s Indonésií zapříčinily jeho oblibu i v Surinamu a v Nizozemsku. 
Od ostatních asijských receptů na smaženou rýži se nasi goreng odlišuje svojí aromatickou, zemitou a kouřovou chutí, kterou mu dodává velkorysé množství karamelizované sladké sójové omáčky a práškové krevetové pasty. Má také silnější a pikantnější chuť než čínská smažená rýže.
Nasi goreng bývá označováno za indonéské národní jídlo, přestože se o tuto pozici uchází řada dalších pokrmů. Lze si ho vychutnat jak v pouličních kioscích a bistrech, tak v noblesnějším prostředí restaurací.
V hlasování v anketě 50 nejchutnějších jídel světa na facebooku Travel.CNN, jehož se v roce 2011 zúčastnilo 35 000 lidí, bylo nasi goreng zvoleno druhým nejchutnějším jídlem na světě po „kolegovi“ z indonéské kuchyně rendangu.

## Etymologie
Výraz nasi goreng znamená v indonéštině i v malajštině smaženou rýži. Anglický slovník vydavatelství Cambridge University Press definuje nasi goreng jako „indonéský rýžový pokrm s přidanými kousky masa a zeleniny“, přestože je toto jídlo v sousední Malajsii a Singapuru stejně běžné a oblíbené.

## Příprava

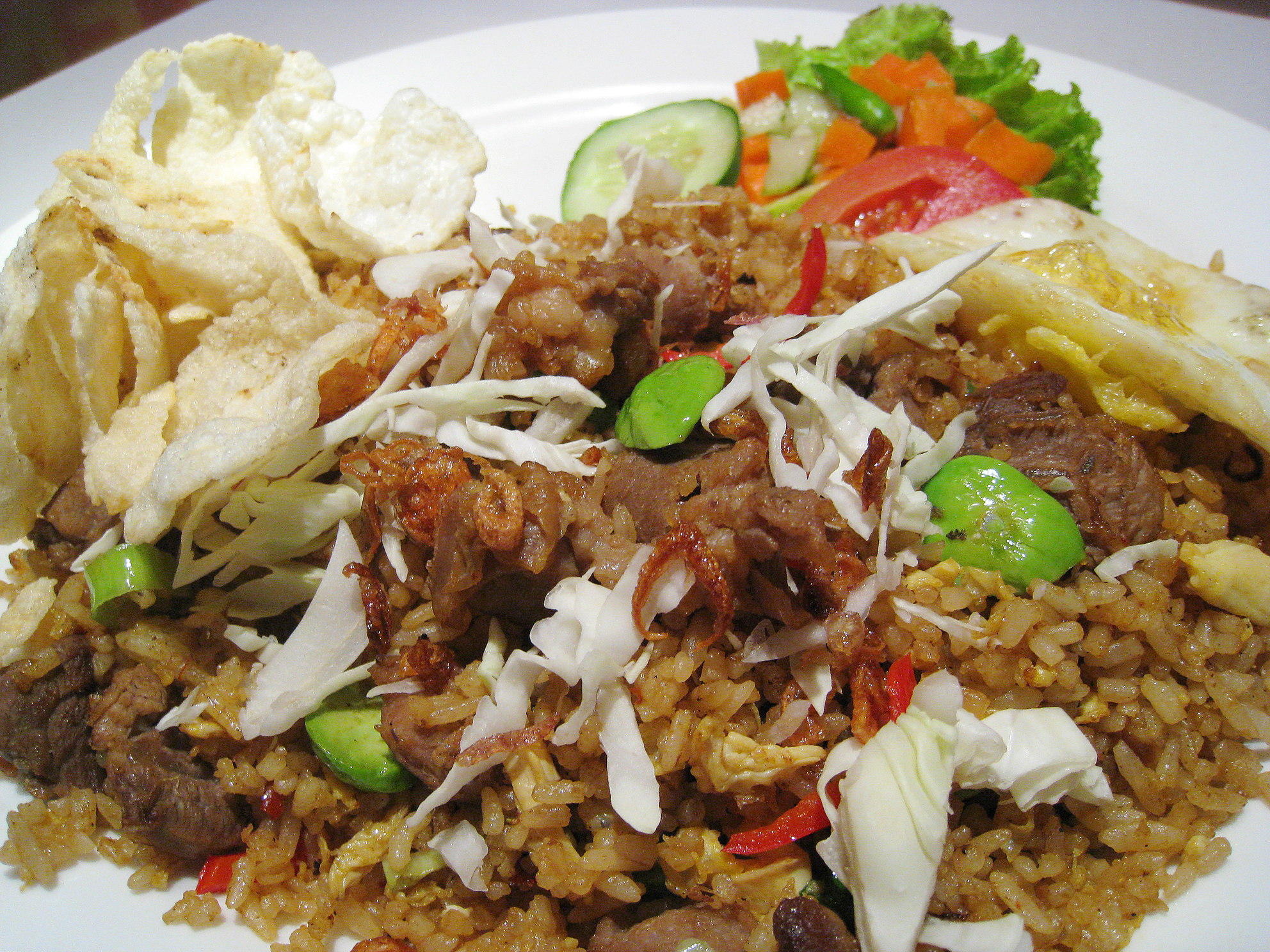
Nasi goreng se zelenými lusky parkie a kozím masem v Jakartě.

Nasi goreng bývá v domácnostech tradičně podáváno k snídani, jelikož se obvykle připravuje ze zbytků rýže z předchozího dne. Struktura těchto zbytků je totiž pro přípravu tohoto pokrmu považována za vhodnější než čerstvě uvařená rýže, která může být pro smažení ve woku příliš vlhká a měkká. 
Kromě vařené rýže se nasi goreng skládá nejméně ze tří dalších složek. Jsou to přísady (např. vejce, krevety, maso, olej na vaření), koření a ochucovadla (jako česnek, šalotka, sůl, chilli papričky) a chuťové přísady (například smažená šalotka (bawang goreng), lupínky krupuk, nakládaná zelenina acar, plátky čerstvé okurky a rajčat). Kombinace koření a přísad v různých poměrech umožňuje vytvářet nesčetné množství chutí.

### Koření

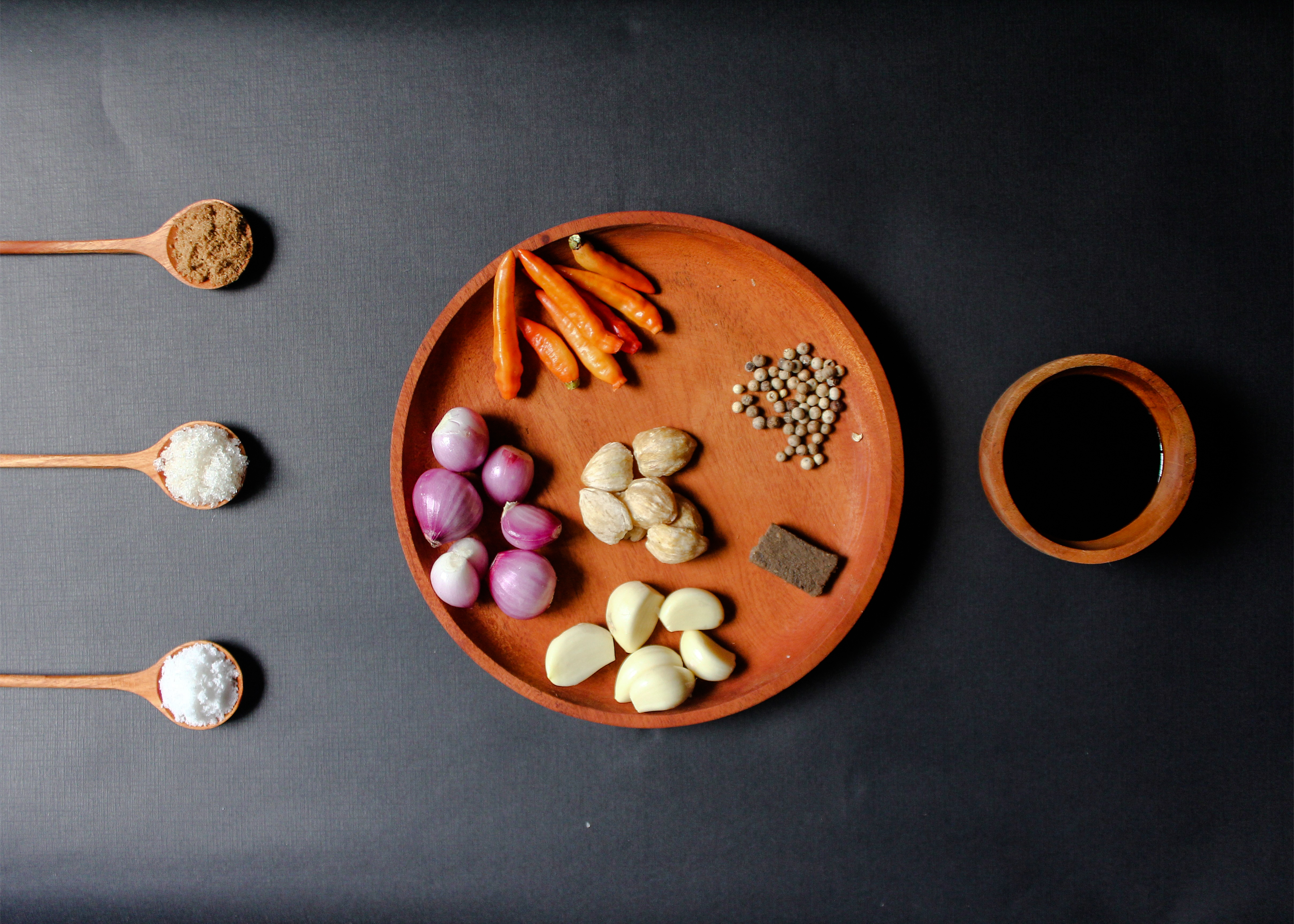
Koření a přísady pro jávské nasi goreng, tedy pepř, cukr, sůl, chilli papričky, šalotka, česnek, semena tungovníku moluckého, krevetová pasta a sladká sójová omáčka

Výčet typického koření pro nasi goreng představuje mimo jiné sůl, chilli papričky, jarní cibulku, kurkumu, palmový cukr, základní pastu bumbu připravenou z mletého česneku a cibule nebo šalotky, sladkou sójovou omáčku kecap manis, krevetovou pastu, černý pepř, rybí omáčku, práškový vývar a jiné. Vejce lze do rýže přimíchat během přípravy nebo mohou být podávána jako příloha ve formě volského oka, omelety či vařená natvrdo. Dá se použít i část zbytků z připravovaného pokrmu, třeba kousky kuřete nebo hovězího masa.

### Přísady
U nasi goreng plní chuťové přísady často roli oblohy. Posypává se smaženou šalotkou a tradičními lupínky krupuk, aby získalo křupavou strukturu, plátky okurky a rajčat pak jinak mastnému pokrmu dodávají svěžest. Na vrchol položené sázené vejce talíř nejen zdobí, ale i dochutí, zatímco úkolem chilli pasty sambal je obohatit pokrm pikantností podle přání a chuti jednotlivého strávníka. Některé běžné přísady jsou:
- bawang goreng – ve woku smažená šalotka, jíž se nasi goreng posypává
- krupuk – různé druhy lupínků, např. s příchutí krevet, ryb, plodů moře, zeleniny či ovoce
- acar – nakládaná zelenina (okurky, šalotka, mrkev a malé chilli papričky)
- telur – vejce lze připravit na mnoho způsobů a poté umístit na nasi goreng, obvykle bývá sázené anebo jako omeleta
- sambal – pálivá chilli omáčka

### Variace
Na nasi goreng neexistuje žádný jediný, přesně definovaný recept, protože každá další úprava smažené rýže s určitým složením, přísadami a oblohou může vést k dalšímu obměněnému receptu. Mezi jednotlivými etniky v Bruneji, Malajsii a v Singapuru existuje nespočet různých receptů na smaženou rýži popisovaných jako nasi goreng. Zatímco mnohé verze jsou považovány za specifické pro danou oblast, některé recepty sdílejí společné prvky, jež překračují regionální a národní hranice. Patří sem recepty používající termín kampung („vesnice“ v indonéštině a malajštině), krevetovou pastu (v indonéštině terasi, v malajštině belacan), dochucování pomocí sambalu, nasolené ryby a techniku balení smažené rýže do omelety (nasi goreng pattaya).

## Dostupnost

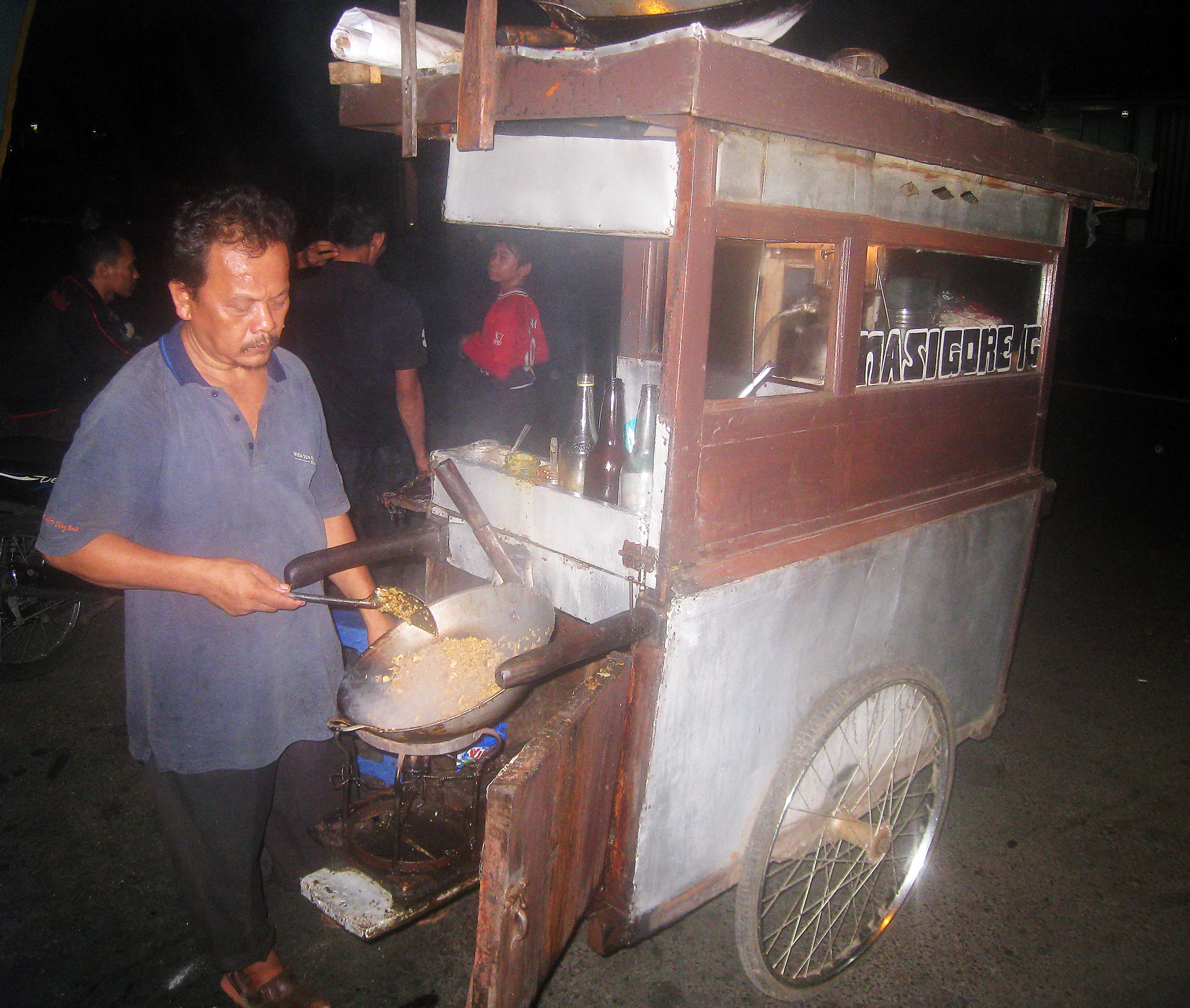
Pouliční prodavač připravující nasi goreng

Nasi goreng se dá jíst kdykoli během dne. Mnozí Indonésané, Malajci a Singapuřané ho snídají, ať už doma, u kiosků, nebo v bistrech či restauracích. Jako hlavní jídlo mohou nasi goreng doprovázet další přílohy jako sázené vejce, smažené kuře ayam goreng, špízy saté, zelenina, pokrmy z mořských plodů, jako jsou smažené krevety nebo ryby, a lupínky krupuk.

## Galerie

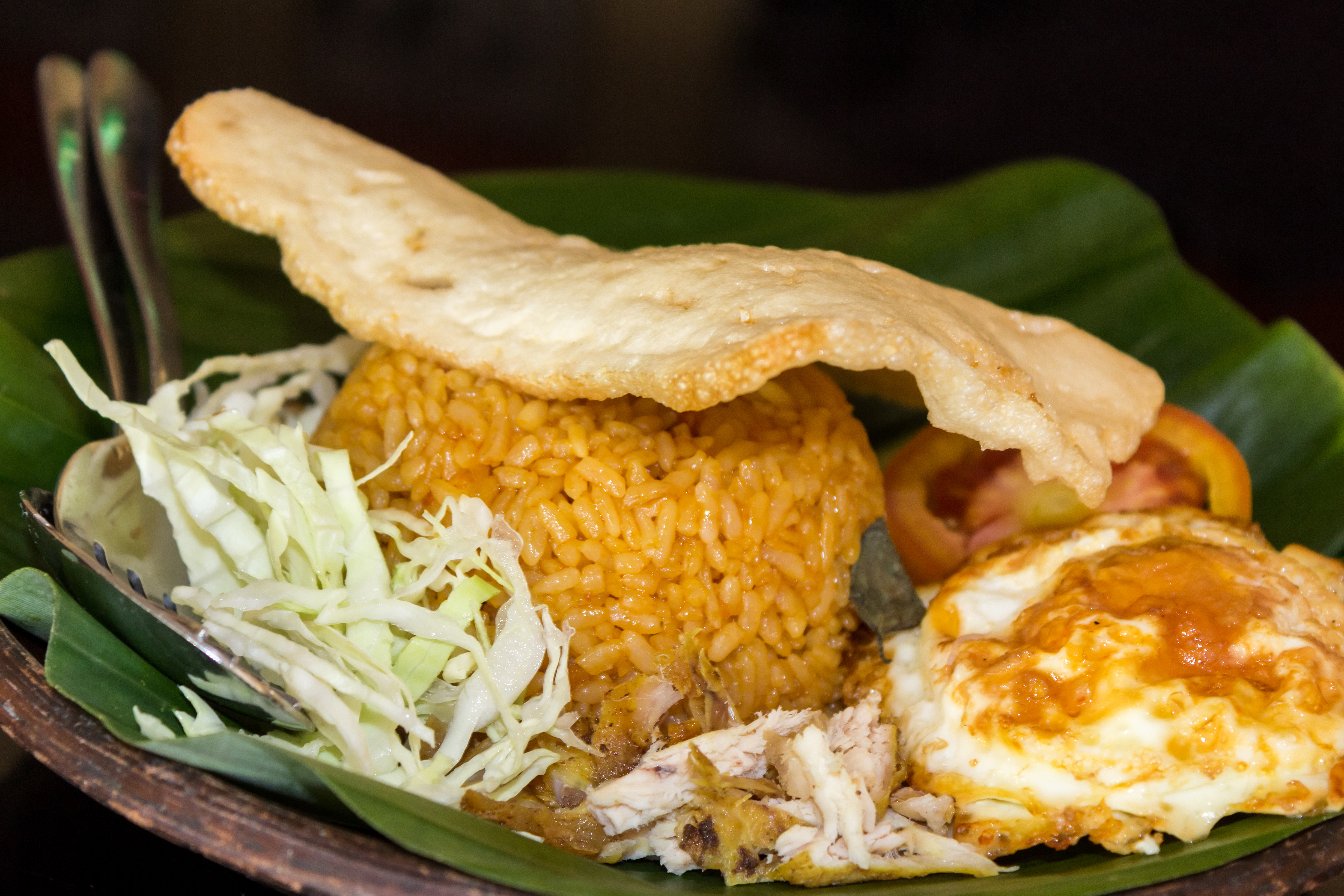
Nasi goreng s kuřecím masem, smaženým vejcem a krevetovým chipsem
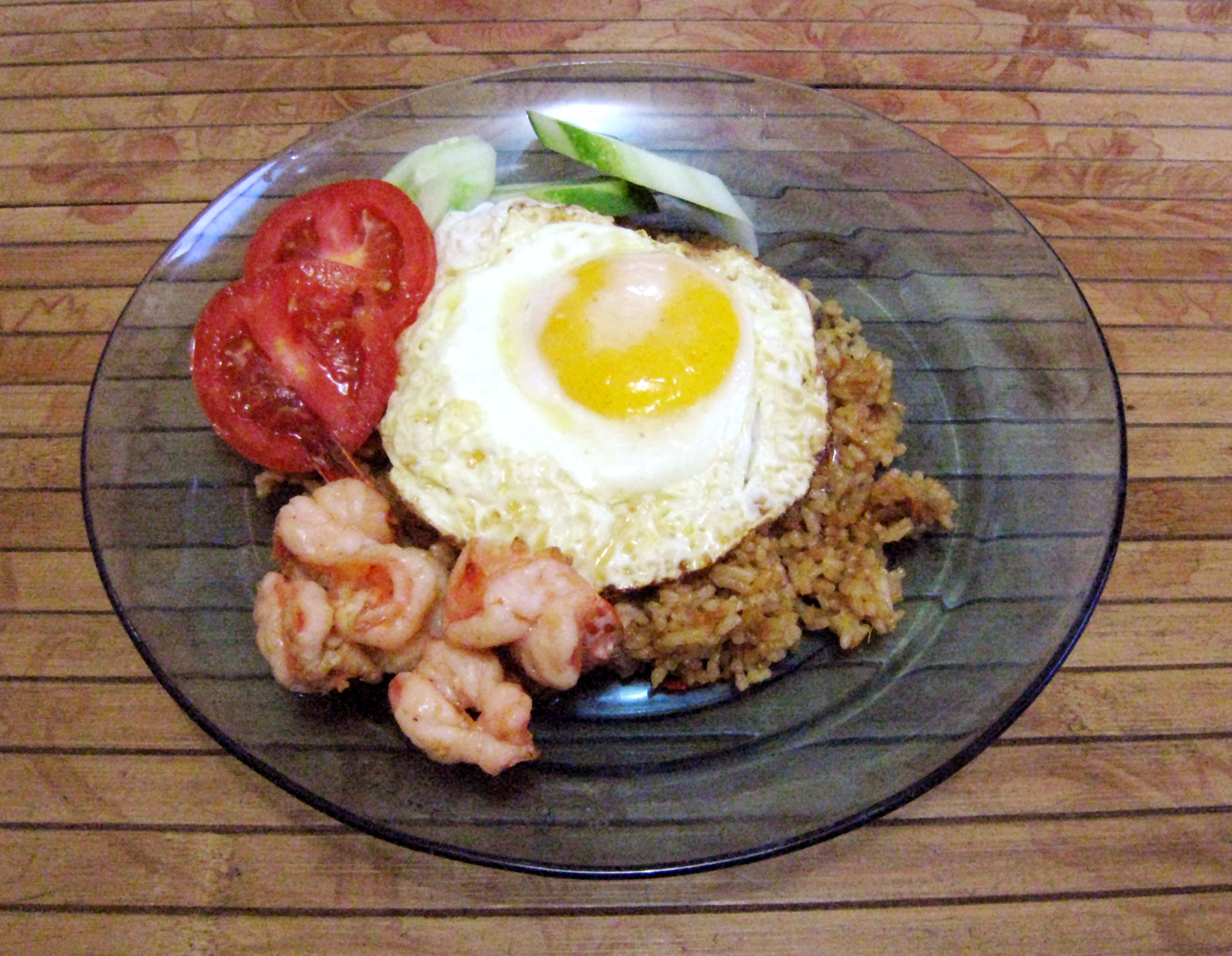
Nasi goreng s krevetami a sázeným vejcem – typická indonéská snídaně
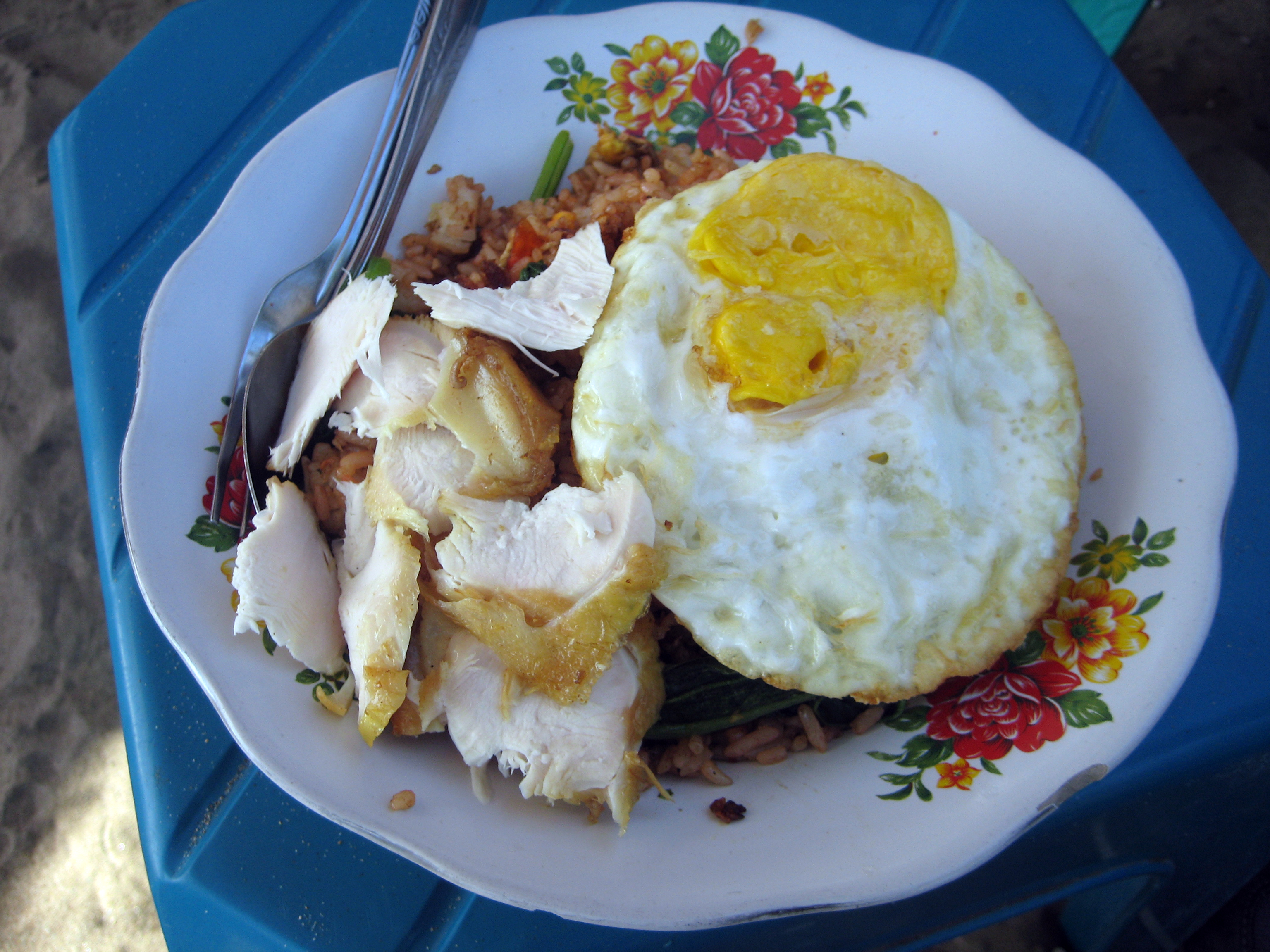
Nasi goreng s kuřecím masem a sázeným vejcem z Bali
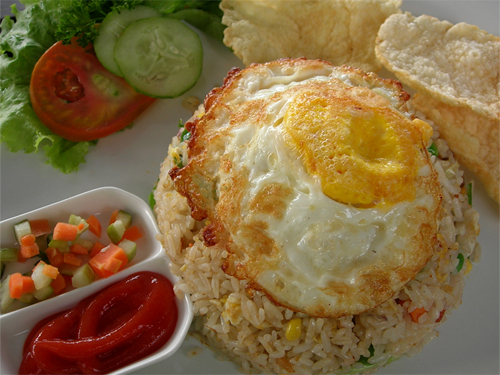
Nasi goreng s nasolenou rybou a smaženým vejcem
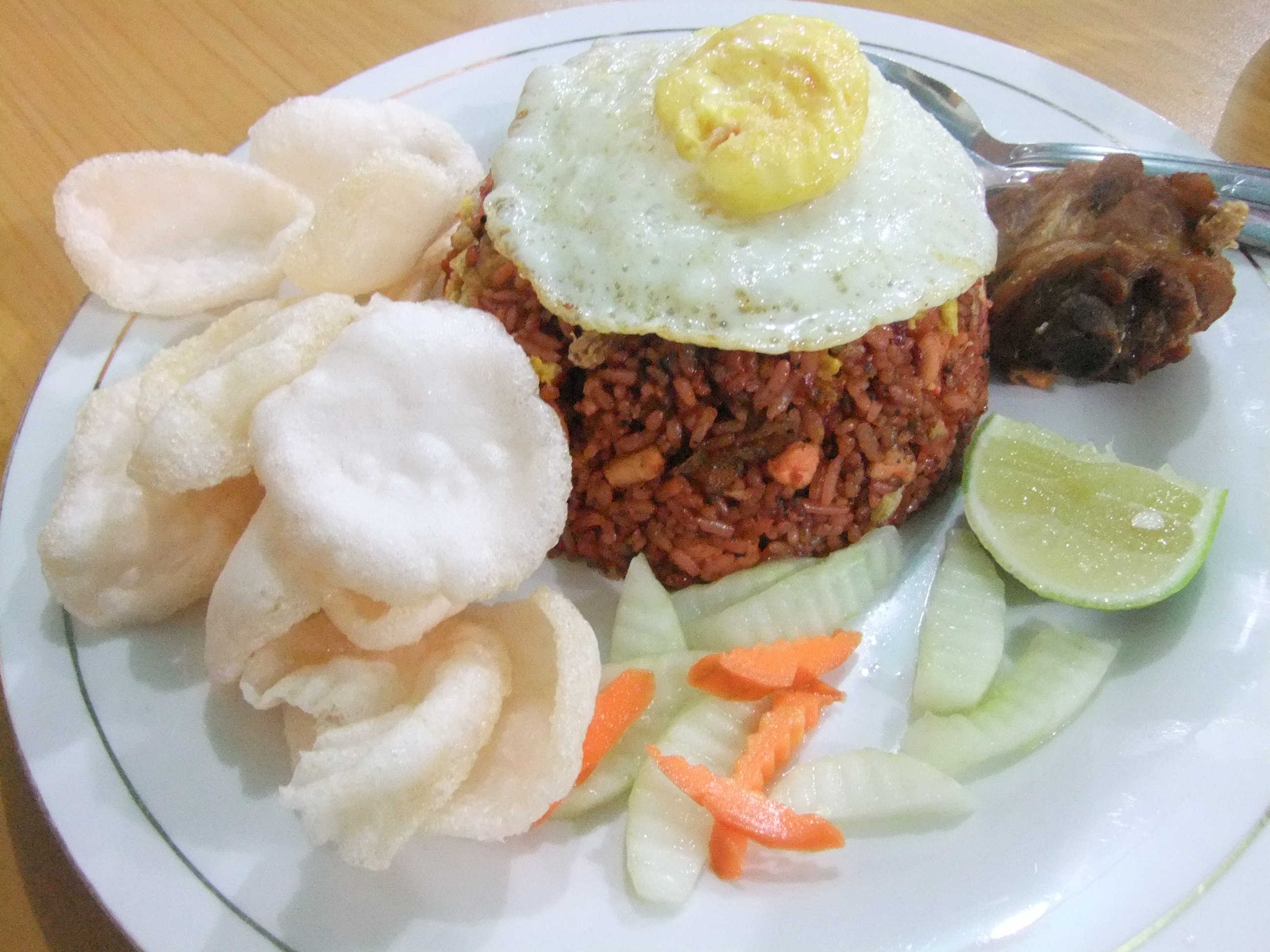
Červený nasi goreng z provincie Jižní Sulawesi
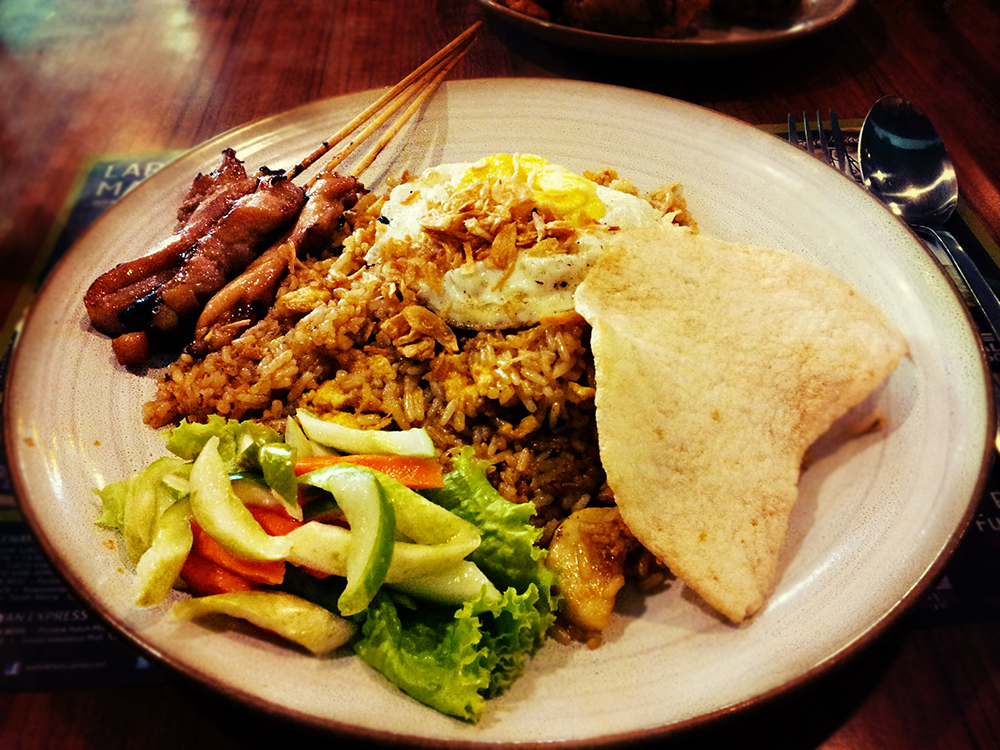
Kombinaci nasi gorengu s kuřecími špízy saté považují cizinci za typické indonéské jídlo.
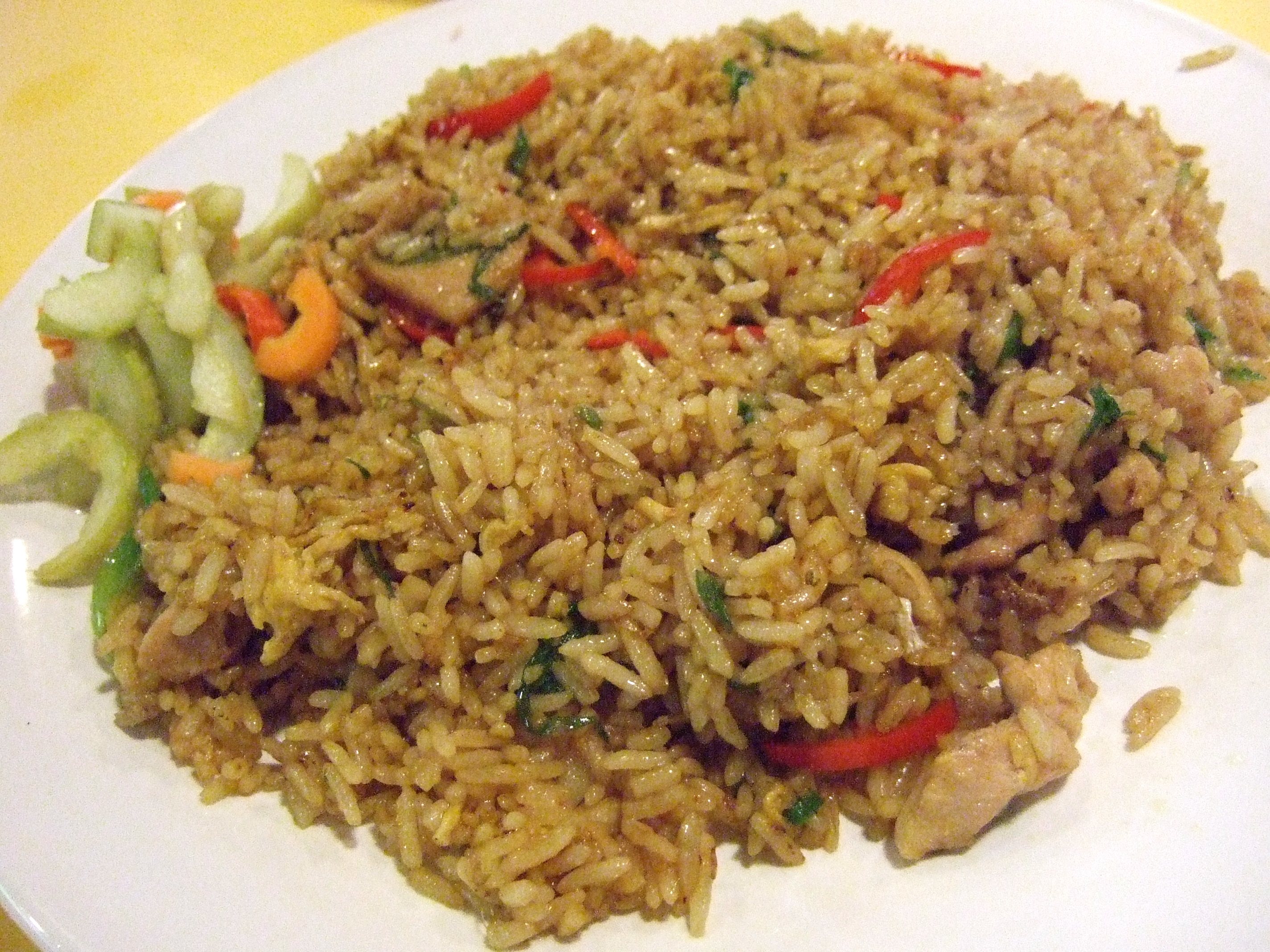
Nasi goreng „po čínsku“ z Jakarty
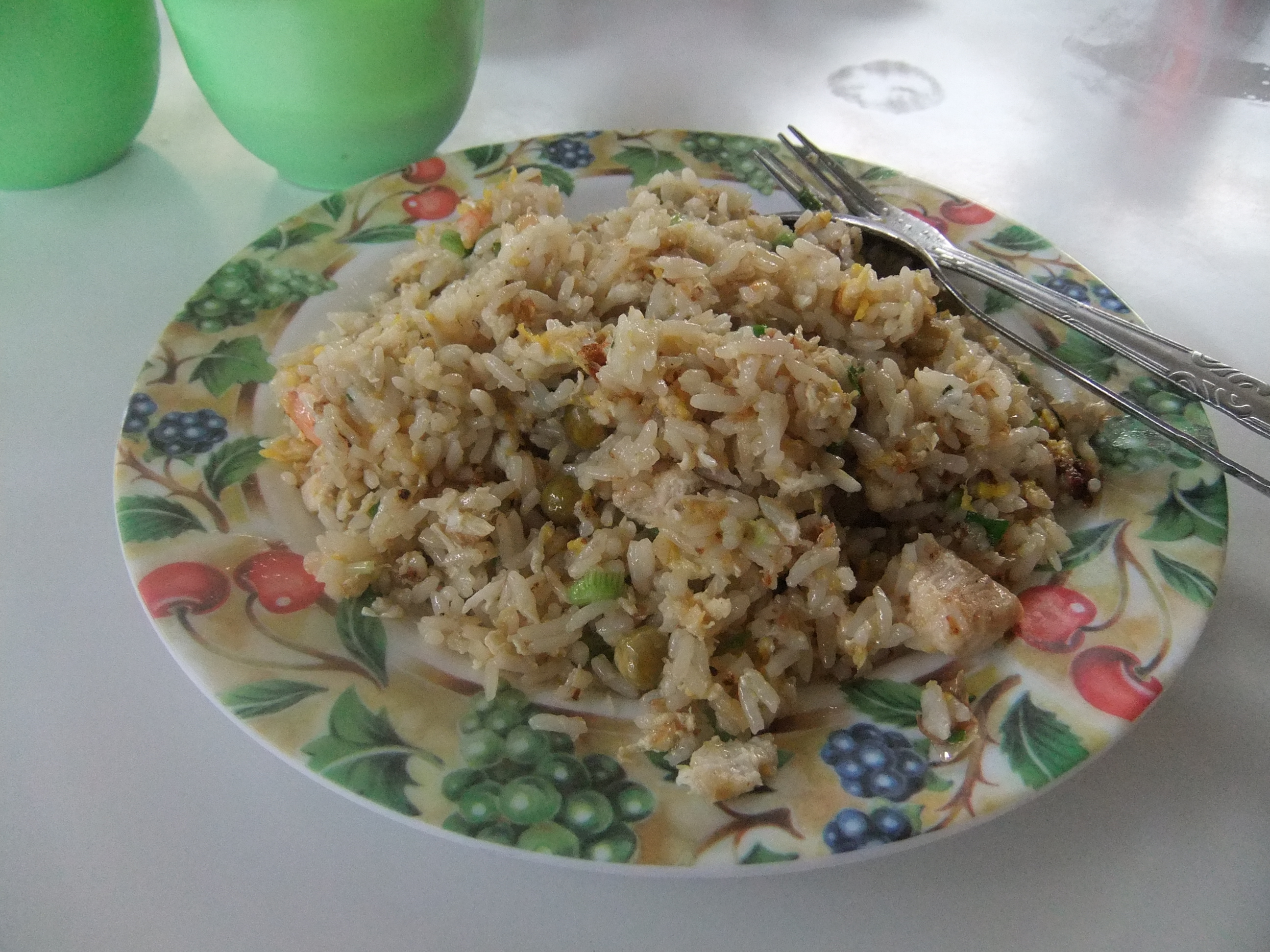
Nasi goreng „po hongkongsku“ z ostrova Lombok
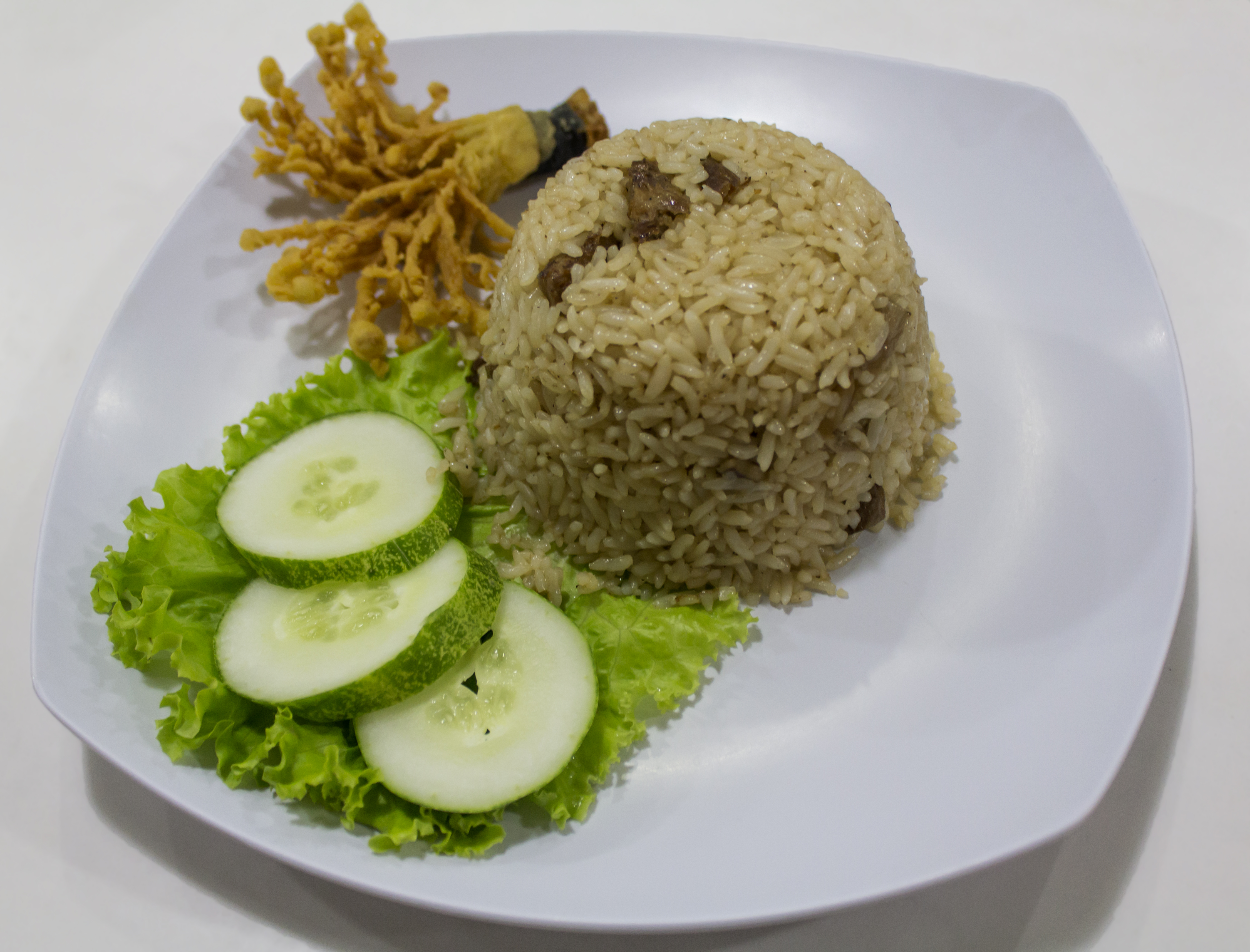
Houbový nasi goreng z jávské Jógjakarty
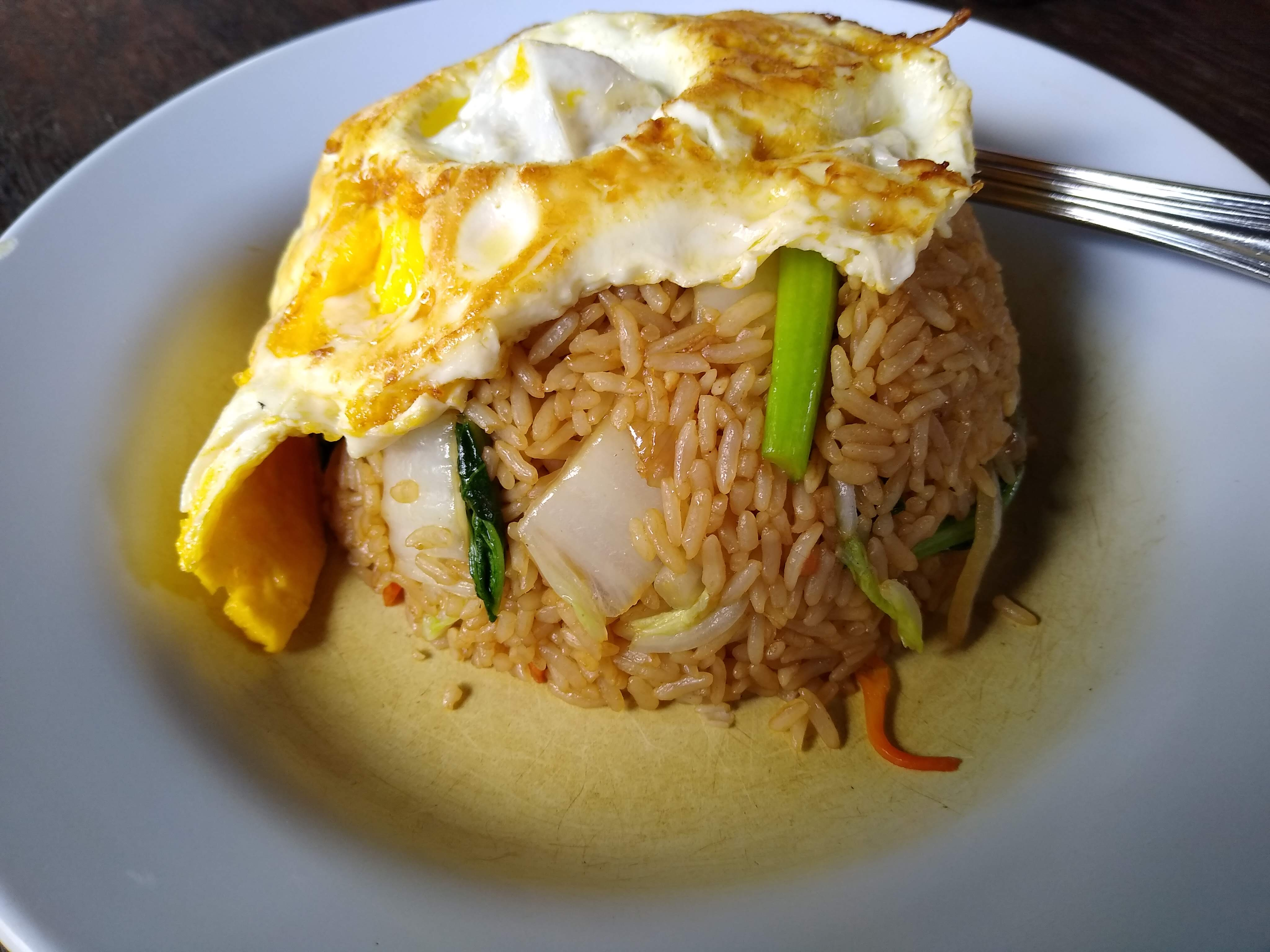
Vegetariánský nasi goreng z Bali
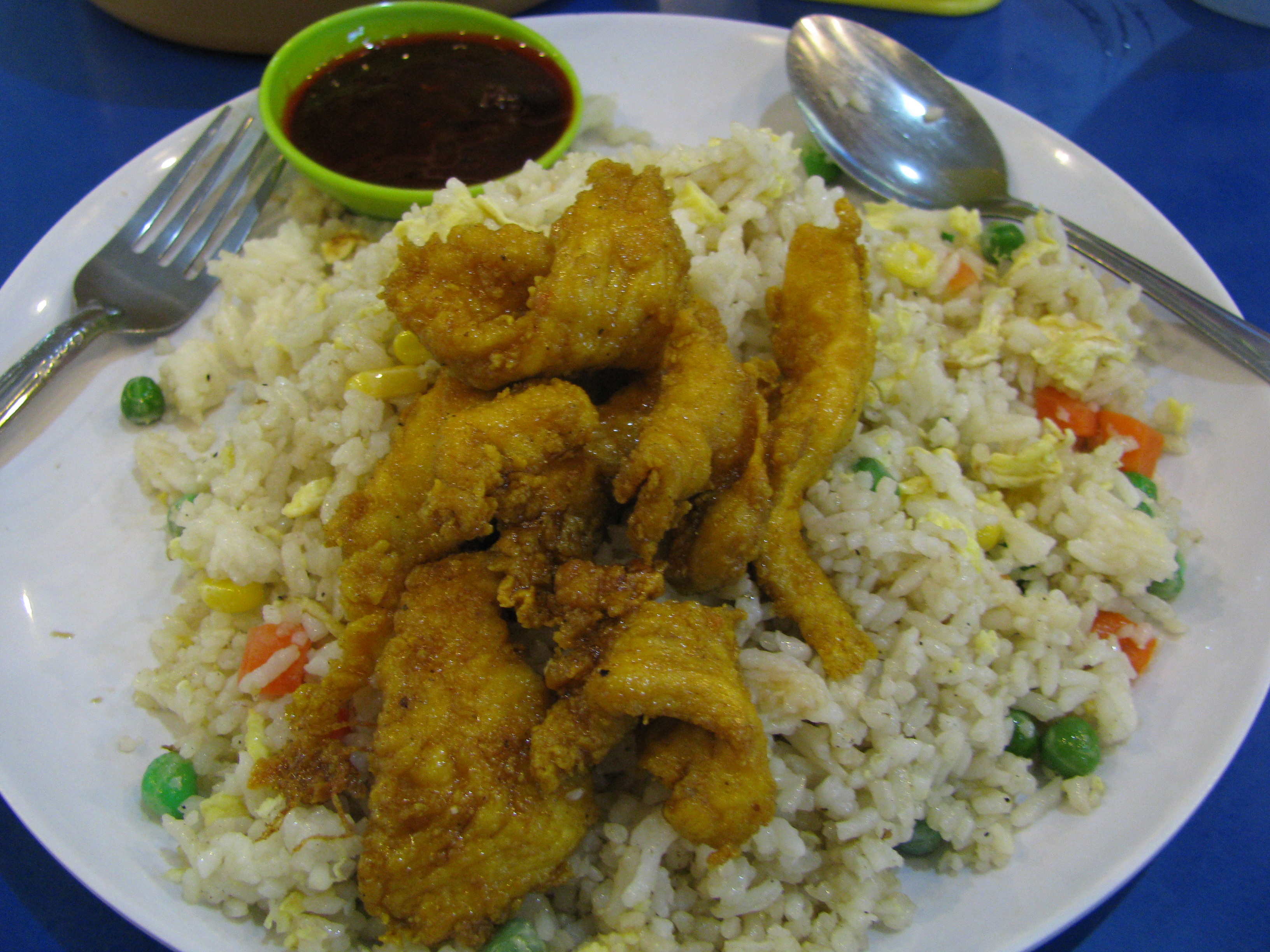
Nasi goreng s mořskými plody ze Sandakanu
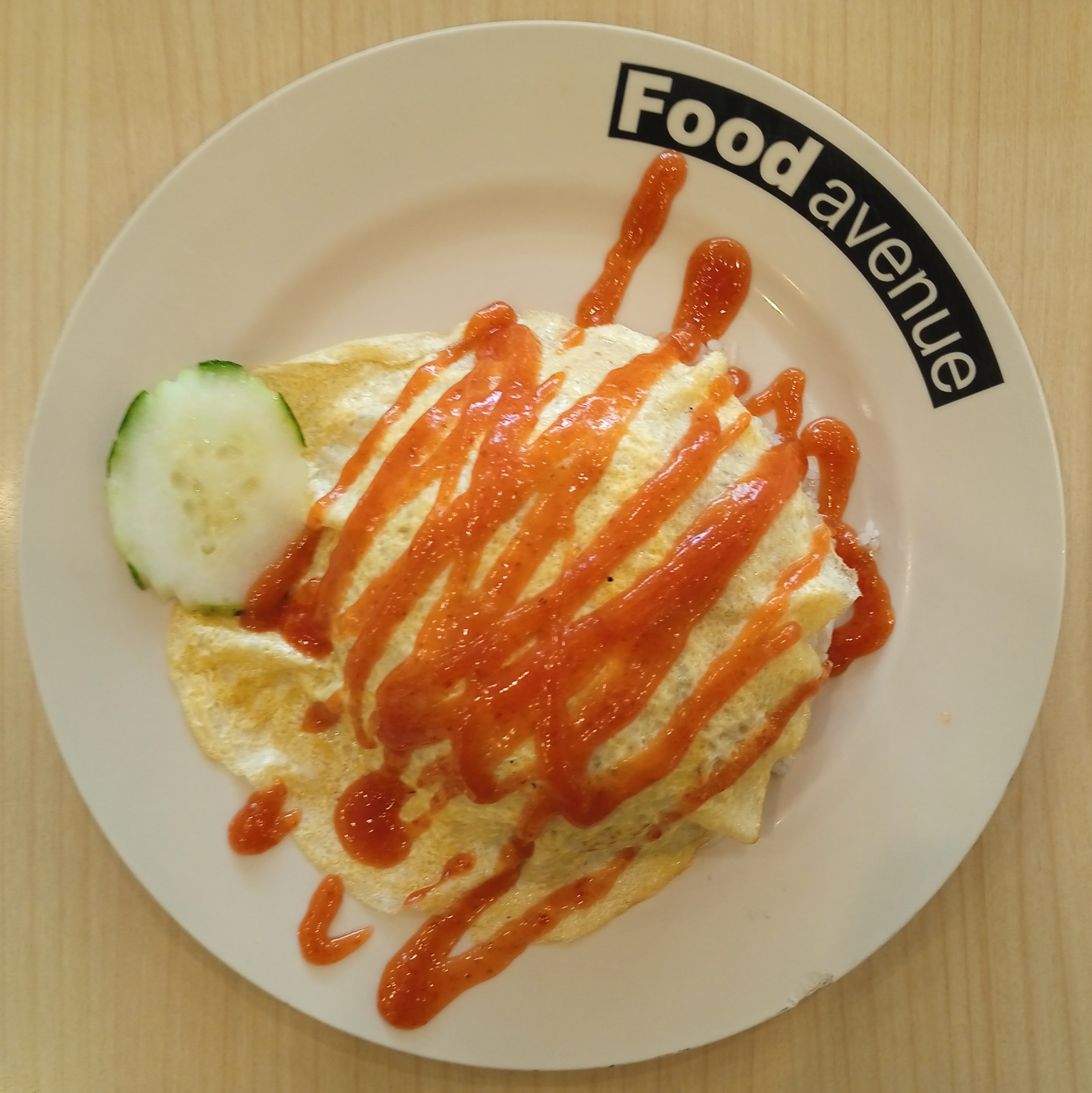
Nasi goreng pattaya (též nasi goreng amplop) – smažená kuřecí rýže obalená smaženým vejcem či omeletou